# 涉及到維基媒體基金會的訴訟
下文列出部分涉及到维基媒体基金会的诉讼。

## 判决有利于原告的诉讼
2011年5月，对冲基金经理路易斯·培根在其拥有不动产的英国获得法院命令，要求维基媒体基金会、丹佛邮报和WordPress透露据称在维基百科及其他两家网站匿名诽谤他的人士身份。然而，法律专家指出，该命令在美国可能无法执行。
起初，基金会同意将信息提供给培根的律师，但后来声明仅会遵从美国法院的命令，并称“除非有对生命或肢体的直接威胁，否则我们不配合外国传票。” 拥有WordPress的Automattic公司表示培根需要获得法院命令，但同意从其网站上移除任何诽谤性内容。
2019年1月，德国法院判决维基媒体基金会败诉，要求其删除德语维基百科中关于教授亚历克斯·韦贝尔的部分历史记录和涉嫌诽谤的内容。因支持该内容的链接失效，文章内容被判为诽谤。
2021年，葡萄牙商人塞萨尔·德帕索就其条目起诉了维基媒体基金会，要求删除他认为“诽谤性”的信息以及提及他向极右翼政党CHEGA党捐款的内容。 2023年9月，葡萄牙最高法院裁决德帕索胜诉，并于2024年1月重申该判决。

## 判决有利于基金会的诉讼
文学代理人芭芭拉·鲍尔（Barbara Bauer）起诉维基媒体基金会毁谤， 她声称维基百科将她列为“最愚蠢的”文学代理人。 但是基于《通信规范法案》，法院驳回了芭芭拉·鲍尔的起诉。
职业高尔夫球运动员富齐·佐勒也认为自己被维基百科毁谤，但是他并没有选择起诉维基媒体基金会，因为他的律师告知他，考虑到《通信规范法案》，案件胜算不大。 然后他起诉了编辑所在的迈阿密电脑制造公司，但后来他也放弃了这起诉讼。
2007年，三名法国公民起诉维基媒体基金会，因为维基百科上的某个条目将他们描述为同性恋活动家。 法国法院驳回了有关毁谤和侵犯隐私的案件，裁定维基媒体基金会对维基百科内的文章并不承担连带责任。 法官认为2004年的法国法律限制了基金会的责任，并且侵权内容已经被删除。 法官发现并没有任何法律要求基金会必须检查维基百科的内容，并且“网站负责人如果在事实上不知道网站上的非法内容，那么就不能因为网站上的非法内容要求网站负责人承担民事责任。” 不过法官并没有裁定这些信息是否具有毁谤性。
《淘气马拉塔瓦尼亚：学会对毒品说“不”》的作者西尔维娅·斯科特·吉布森（Sylvia Scott Gibson）因维基百科对她的书的描述而起诉维基百科。 但是她的起诉被驳回了。

## 其他涉及毁谤的诉讼
美国作家和记者约翰·席根塔勒于2005年联系维基百科，因为他的条目中出现了不实指控，声称他曾经一度被怀疑与约翰·肯尼迪和博比·肯尼迪暗杀事件直接相关，而且该部分已经加入有四个月了。 约翰·席根塔勒指责维基百科是一个“有缺陷和不负责任的研究工具”，并批评《通信规范法案》保护了维基百科。这一事件就是席根塔勒传记事件。
2013年5月，美国金融管理学会代表乔治·门茨（George Mentz）表示，维基百科上面有的虚假陈述涉嫌故意发布，这些虚假或无能的维基百科编辑给维基媒体基金会惹来了法律纠纷。

## 《数字千年法案》删除通知
德州仪器公司向维基媒体基金会发送了“《数字千年法案》删除通知”，因为某些特定加密密钥在德州仪器签名密钥事件条目上被公开。一位维基百科编辑随即回复了一封反通知，后由于德州仪器公司未在《数字千年法案》规定的10—14个工作日内作出回复，这些密钥因此又被恢复。
除此之外，维基媒体基金会还曾在《数字千年法案》删除通知的要求下，对英语维基百科中的戴蒙·达什和外设组件互连标准条目执行基金会行动。

## 美国联邦调查局徽章使用争议
2010年7月，美国联邦调查局致函维基媒体基金会，要求基金会旗下的维基百科停止使用联邦调查局徽章。联邦调查局认为维基媒体基金会使用其徽章是违法的，并威胁诉诸法律。维基媒体基金会的律师迈克·戈德温在回函里向联邦调查局发出反通知，声明在维基百科上使用联邦调查局的徽章并不侵权。他对维基百科的行为作了辩护，拒绝撤除徽章。

## 与美国国安局的诉讼
2015年3月，维基媒体基金会联合其他团体就美国国家安全局对其上游实施大规模监控而提起诉讼。

## 与印度亚洲国际新闻的诉讼
印度的一家新闻通讯社亞洲國際新聞就英语维基百科针对其的条目内容以涉嫌诽谤对维基媒体基金会进行起诉，之后英语维基百科针对该起诉讼建立条目，但印度法院对相关条目不满，以蔑视法院的指控要求删除相关内容，维基媒体基金会以基金会行动移除了英语维基百科相应条目内容。

## 注解
1. ↑  联邦调查局认为维基百科在未经授权使用联邦调查局的高清徽章，违反了美国美國法典第18编 § 第701節的规定[22]